# Bran Van 3000
Bran Van 3000 is een Canadese electrogroep afkomstig uit Montreal bestaande uit de Canadese dj Jamie Di Salvio, aangevuld met een wisselende formatie van zangers en muzikanten. De groep richt zich vooral op alternatieve dance en electro.
De groep lanceerde de eerste single "Drinking in LA" in 1997 in Canada. De single werd een bescheiden electrohit. Later in datzelfde jaar kwam het debuutalbum "Glee" uit. In 1998 bereikte deze plaat de gouden status. Met het internationaal uitbrengen van de plaat in 1998 groeide ook het succes van de single "Drinking in LA", die in Groot-Brittannië de derde plaats in de hitlijsten behaalde.
In 2001 kwam het tweede album "Discosis" uit. Hierop stond onder andere het lied "Astounded", dat een samenwerking was van Bran Van 3000 met Curtis Mayfield. "Astounded" was de laatste opname van Mayfield voor zijn dood. Het lied werd wereldwijd een hit in het alternatieve circuit. In Nederland werd het nummer onder meer in 2001 uitgeroepen tot 3FM Megahit. Naast Mayfield stonden er op het album samenwerkingen met onder andere de Senegalese zanger Youssou N'Dour en Eek-a-Mouse.
Het derde album, "Rosé" kwam uit in 2007. De eerste single van dit album heette "Call Me (I'll Be Around)".

## Discografie
- Glee – 1998
- Discosis – 2001
- Rosé – 2007
- The Garden – 2010